# Bézaudun-sur-Bîne
Bézaudun-sur-Bîne ist eine französische Gemeinde im Département Drôme in der Region Auvergne-Rhône-Alpes. Sie gehört zum Arrondissement Die und im Kanton Dieulefit.

## Geografie
Den höchsten Punkt in der Gemeinde bildet der Grand-Delmas mit 1532 m. Im Gemeindegebiet befindet sich die Quelle und die Schlucht des Baches Bîne.

## Bevölkerung
Bézaudun-sur-Bîne gehört mit 71 Einwohnern (Stand 1. Januar 2022) zu den kleinsten Gemeinden im Département Drôme. 1962 hatte die Gemeinde noch 69 Bewohner. In den 1980er Jahren sank die Zahl bis auf 47 im Jahre 1990. Seitdem ist die Einwohnerzahl wieder leicht steigend.
| Jahr                       | 1962 | 1968 | 1975 | 1982 | 1990 | 1999 | 2007 | 2016 |
| Einwohner                  | 69   | 68   | 68   | 61   | 47   | 55   | 84   | 82   |
| Quellen: Cassini und INSEE |      |      |      |      |      |      |      |      |